# Пятигорский государственный университет
Пятигорский государственный университет (ПГУ) — высшее учебное заведение в Пятигорске.

## История
27 июня 1939 года для ускоренной подготовки учителей для массовой школы (семилетки) Педагогическое училище было преобразовано в Пятигорский государственный педагогический и учительский институт. В ВУЗе созданы факультеты: русского языка и литературы, исторический и физико-математический. Обучение было четырёхлетним. При институте было организовано отделение вечернего Учительского института с двухгодичным обучением для подготовки учителей семилетних школ. Находился по адресу ул. Крайнего, 39. Был создан военно-спортивный городок, работала военно-физкультурная кафедра, где готовили руководителей физкультуры и военного дела для оздоровительных лагерей. С 1940 года была введена плата за обучение — 150 рублей в семестр.
7 августа 1942 года в связи с наступлением немецких войск деятельность Государственного педагогического института прекращена. Желающие пешим ходом эвакуировались из города в сторону Нальчика.
С 1953 года — Пятигорский государственный педагогический институт (ПГПИ).
С 1957 года пединститут перешел на пятилетний срок обучения и образованы новые факультеты: немецко-французского языка, английского языка и филологический. Физико-математический факультет был переведен в город Ставрополь.
С июня 1961 года — Пятигорский государственный педагогический институт иностранных языков (ПГПИИЯ).
1 июля 1980 года в институте открыто дневное отделение «Русский как иностранный» (с английским, французским, испанским языками).
В 1992 году в соответствии с приказом Министерства просвещения РФ «О многоуровневой структуре педагогического образования» институт был включён в число 12 вузов России, проводящих эксперименты по переходу на многоступенчатую структуру высшего образования. Это был переход на университетские программы. Институт одним из первых в России начал подготовку по программам бакалавриата и магистратуры в лингвистике.
В 1995 году преобразован в Пятигорский государственный лингвистический университет (ПГЛУ).
В 2016 году переименован в Пятигорский государственный университет (ПГУ).

## Руководители вуза
- 1939—1941 — директор ПГПИ Чеканов, Василий Тихонович (1902—1956);
- 1941—1942 — и. о. директора ПГПИ Булатов, Григорий Петрович (1902-[4]);
- с 15 января 1943 года — и. о. директора ПГПИ Пётр Андреевич Брюханов
- с 19 марта по 5 августа 1943 года — и. о. директора ПГПИ Николай Никитович Филь
- 1943—1967 — директор ПГПИ/ПГПИИЯ Саренц, Рачия Григорьевич (1907—1967);
- 1967—1986 — ректор ПГПИИЯ Чекменёв, Сергей Андреевич (1922—2008);
- 1986—1990 — ректор ПГПИИЯ Ещенко, Алексей Иванович;
- 1990—2005 — ректор ПГПИИЯ/ПГЛУ Давыдов, Юрий Степанович (1937—2016);
- с 2005 года — ректор ПГЛУ/ПГУ Горбунов, Александр Павлович (1959).

## Структура
К 2009 году в ПГЛУ было 10 факультетов. В начале 2010 года на основе факультетов были созданы институты и высшие школы, в состав каждой из которых вошёл один из факультетов. Кроме того в вузе существует развитая система довузовского, послевузовского и дополнительного образования, а также Новороссийский филиал. В настоящее время в университете имеется 34 кафедры
Образовательные институты и высшие школы
- Институт заочного обучения, информационных технологий и онлайн-проектов
- Институт международных отношений[5]
  - Факультет международных отношений
  - Отделение информационных технологий
  - Отделение конфликтологии
  - Отделение мировой экономики
  - Отделение связей с общественностью
- Юридический институт
- Институт романо-германских языков, информационных и гуманитарных технологий
  - Факультет немецкого и английского языков
  - Отделение международной рекламы
  - Отделение инноватики
  - Факультет испанского и английского языков
  - Отделение информационно-компьютерных технологий
  - Отделение социальных технологий
  - Факультет французского и английского языков
  - Отделение спортивно-туристического менеджмента
- Институт иностранных языков и международного туризма[6]
  - Факультет английского и романских языков
  - Отделение экономики
  - Отделение международного сервиса, туризма и гостиничного дела
  - Отделение таможенного дела
  - Факультет английского и немецкого языков
  - Отделение лингвистики и информационных технологий
  - Отделение коммуникационного менеджмента
- Институт переводоведения и многоязычия[7]
  - Переводческий факультет
  - Отделение многоязычия
  - Отделение литературного творчества
  - Отделение восточных языков и культур
  - Филологический факультет
- Высшая школа управления[8]
  - Отделение государственной службы и управления
  - Отделение истории
  - Отделение теологии и философии
  - Отделение востоковедения
  - Отделение социальной работы
  - Отделение психолого-педагогического образования
- Высшая школа дизайна и архитектуры

Особым статусом обладают общеуниверситетские подразделения: Департамент восточных языков и культур и Департамент информационных технологий, присутствующие в нескольких высших школах и институтах.
Подразделения довузовского, послевузовского, дополнительного образования
- Многоуровневая инновационная академия непрерывного образования (МИАНО)
- Институт интегрированных программ высшего и послевузовского образования
- Центр довузовского образования, профориентационных и адаптационных технологий
- Юридическая клиника [уточнить]
- Бизнес-школа

## Филиалы
- Новороссийский

## Социальная инфраструктура
- Пять студенческих общежитий
- Десять учебных корпусов
- Спортивный комплекс, включающий спортивные залы и открытые площадки, искусственный скалодром, тренажерные залы и залы для шейпинга
- Санаторий-профилакторий «Ореховая роща»
- Студенческая столовая «Большая перемена»
- «Дамхурц» — спортивно-оздоровительный лагерь в горах Карачаево-Черкесии
- «Якорная щель» — оздоровительно-спортивная база на Черноморском побережье

## Известные преподаватели
- Мордухай-Болтовской, Дмитрий Дмитриевич (1876—1952) — русский математик, последние годы жизни (1950—1952) преподавал в пединституте
- Селиханович, Александр Брониславович (1880—1968) — русский советский педагог, философ, историк педагогики, профессор (1920)